# Американский водяной спаниель
Америка́нский водяно́й спание́ль (англ. american water spaniel) — порода охотничьих собак, выведенная в Соединённых Штатах Америки в штате Висконсин. С 1985 года является одним из его символов. Используется для охоты на пернатую дичь и зайца. Разводится преимущественно у себя на родине, и за её пределами мало известна.

## История породы
Существует несколько версий происхождения этой породы. По одной из них она стала результатом скрещивания ирландского водяного спаниеля с более мелкими охотничьими спаниелями; по другой — произошла от слияния кровей различных пород водяных спаниелей и курчавошёрстного ретривера; третья версия предполагает смесь английского (ныне вымершего) и ирландского водяных спаниеля, а также прямошёрстного ретривера. Выводилась для охоты на пернатую дичь, как крепкая выносливая собака, не боящаяся холодной воды и сырости, и способная поместиться в небольшой лодке или каноэ.
В 1920 году порода была признана американским Объединённым клубом собаководства (UKC), когда был зарегистрирован первый американский водяной спаниель по кличке Curly Pfeifer, названный в честь доктора Ф. Дж. Пфейфера, впервые заявившего об этой породе.
Спустя десять лет был основан клуб любителей этих собак, после чего началось стремительное развитие и совершенствование породы, и в 1940 году она была признана Американским клубом собаководства (AKC).
В 1979 году американский водяной спаниель получил официальное признание Международной кинологической федерацией и отнесён к группе ретриверов, спаниелей и водяных собак, секции водяных собак.

## Внешний вид
Пропорционально сложенная, среднего размера собака, крепкого телосложения, с развитой мускулатурой и курчавой шерстью.
Голова умеренно длинная, череп довольно широкий, переход ото лба к морде не слишком явно выражен. Морда квадратная, несколько затупленная. Нос достаточно широкий, с хорошо открытыми ноздрями, обеспечивающими хорошую работу обоняния. Глаза блестящие, широко поставленные, оттенков коричневого цвета, гармонирующие с окрасом собаки. Уши длинные, висячие. Челюсти сильные, прикус ножницеобразный.
Шея сильная и мускулистая. Грудь хорошо развитая, ни слишком широкая, ни слишком узкая. Хвост среднего размера, к концу заострён, покрыт густой волнистой шерстью. Собака его несёт прямо, чуть ниже уровня спины. Лапы с толстыми подушечками, плотно сжаты в комок.
Шерсть достаточно плотная, но не слишком жёсткая, состоит из множества мелких завитков и защищает собаку от воды и непогоды. Окрас ливерный, коричневый или шоколадный. Допускается более светлый тон на пальцах и светлое пятно на груди.
Высота в холке — 38—46 см, вес кобелей — от 13,6 до 20,4 кг, сук — от 11,3 до 18,1 кг.

## Темперамент, содержание и уход
Уравновешенная, привязчивая, дружелюбная, активная, умная, настойчивая в работе подружейная собака, отличный пловец. Не боится ни холода, ни сырости, способна трудиться даже в очень студёной воде, обладает прекрасным чутьём. Американскому водяному спаниелю необходимы продолжительные прогулки с достаточной физической нагрузкой, уход за шерстью сводится к ежедневной чистке щёткой и еженедельному расчёсыванию гребнем. Обязательна регулярная обрезка когтей, чистка ушей и зубов.

## Здоровье
У этой породы существует ряд генетических проблем со здоровьем, среди которых заболевания кожи и слизистых (частичное облысение, дерматоз, паховая и пупочная грыжи), заболевания нервной системы (эпилепсия), глазные болезни (витреоретинальная дисплазия, прогрессирующая атрофия сетчатки, дисплазия сетчатки), заболевания репродуктивной системы (крипторхизм, гермафродитизм), заболевания скелета (заячья губа, карликовость, дисплазия тазобедренного сустава, болезнь межпозвоночных дисков, вывих коленной чашечки). Средняя продолжительность жизни представителей этой породы — 10—14 лет.